# Condado de Kay
El condado de Kay (en inglés: Kay County), fundado en 1895, es un condado del estado estadounidense de Oklahoma. En el año 2000 tenía una población de 48.080 habitantes con una densidad de población de 20 personas por km². La sede del condado es Newkirk.

## Geografía
Según la oficina del censo el condado tiene una superficie total de 2448 km² (945,2 mi²), de los que 2379 km² (918,5 mi²) son tierra y 68 km² (26,3 mi²) (2,80%) son agua.

### Condados adyacentes
- Condado de Cowley - norte
- Condado de Osage - este
- Condado de Noble - sur
- Condado de Garfield - suroeste
- Condado de Grant - oeste

### Principales carreteras y autopistas
- Interestatal 35
- U.S. Autopista 60
- U.S. Autopista 77
- U.S. Autopista 177
- Carretera Estatal 11

## Demografía
Según el censo del 2000 la renta per cápita media de los habitantes del condado era de 30.762 dólares y el ingreso medio de una familia era de 38.144 dólares. En el año 2000 los hombres tenían unos ingresos anuales 30.431 dólares frente a los 19.617 dólares que percibían las mujeres. El ingreso por habitante era de 16.643 dólares y alrededor de un 16,00% de la población estaba bajo el umbral de pobreza nacional.

## Ciudades y pueblos
- Blackwell
- Braman
- Kaw City
- Kildare
- Newkirk
- Ponca City
- Tonkawa